# Brilliant.org
Brilliant.org còn được gọi là Brilliant là một trang web và cộng đồng liên kết có các vấn đề và khóa học về toán học, vật lý, tài chính định lượng và khoa học máy tính. Nó hoạt động thông qua mô hình kinh doanh freemium
Brilliant thành lập vào năm 2012. Tại lễ hội ra mắt vào tháng 3 năm 2013, CEO và đồng sáng lập Sue Khim đã trình bày ý tưởng về Brilliant, lọt vào mắt xanh của nhà đầu tư mạo hiểm Chamath Palihapitiya Vào tháng 5 năm 2013, Khim tiếp tục phác thảo tầm nhìn cho Brilliant tại TEDx..
Vào tháng 8 năm 2013,  TechCrunch  đã báo cáo rằng Brilliant.org đã huy động tiền từ [[Quan hệ đối tác vốn xã hội] của Palihapitiya] cũng như từ 500 Startups, Kapor Capital, Tìm hiểu vốn và Hyde Park Angels và trang web có hơn 100.000 người dùng. Cho đến tháng 7 năm 2017, trang web đã có hơn 4 triệu người đăng kí, mặc dù vẫn chưa rõ số lượng người có trả phí.